# 曾立昌
曾立昌（19世纪—1854年），太平天国将领，北伐援军统帅。清代广西省浔州府（治今广西壮族自治区桂平县）人，后避北王韦昌辉讳改名曾立沧。
曾立昌参加金田起义。1853年任太平军指挥，又升检点。5月，林凤祥北伐后，曾立昌与陈仕保代替林凤祥镇守扬州，7月，清军先后派重兵来犯围城。曾立昌凭扬州城扼守运河，抗击江北大营清军的围攻，斩清军总兵双来。因为粮道不通。12月，与赖汉英夹攻江北大营围城军，大胜，率军民安全撤至瓜洲，升为夏官又副丞相（一作夏官又正丞相）。1854年，林凤祥等北伐受挫，他被杨秀清命为主将，奉命与陈仕保、许宗扬率部救援林凤祥、李开芳部北伐军。由安徽安庆经江苏丰县入山东金乡，连克金乡、巨野、阳谷、郓城、临清等六城。包围临清，激战半月，三月十五日，攻占临清。清军重兵追堵，被清军胜保、桂明所败。北上受阻，遂放弃原定计划南返，退至李官庄、清水镇，再败清兵，火烧胜保、桂明军营。咸丰大怒，让胜保、桂明戴罪效劳追击。曾立昌之后在冠县又被钦差大臣胜保、陕西提督桂明指挥的清军打败。5月5日到丰县黄河边，战败力竭，跃马黄河死难。1863年，追封为经王（一作立王）。